# Asymilacja węgla
Asymilacja węgla – asymilacja nieorganicznych postaci węgla przeprowadzana przez autotrofy. Najczęściej jest efektem zachodzenia fotosyntezy, podczas której dwutlenek węgla (CO2) jest włączany w związki organiczne.
Najczęściej występującym szlakiem metabolicznym, podczas którego dochodzi do asymilacji węgla jest cykl Calvina.
U roślin i protistów o podobnej biochemii wyróżnia się trzy sposoby asymilacji węgla:
- Rośliny C3 – asymilują węgiel wyłącznie w cyklu Calvina poprzez przyłączanie CO2 do związków organicznych i poprzez związki pośrednie wytwarzają trójwęglowe węglowodany. Większość roślin strefy klimatu umiarkowanego to rośliny C3.
- Rośliny C4 – poprzedzają włączenie węgla w cyklu Calvina wytworzeniem z pobieranego dwutlenku węgla w związki czterowęglowe – jabłczan i asparaginian. Rośliny C4 posiadają charakterystyczną budowę anatomiczną liści. Fotosynteza C4 została stwierdzona głównie u roślin rosnących w klimacie gorącym, w regionach o intensywnym nasłonecznieniu. Tropikalne trawy, takie jak trzcina cukrowa i kukurydza to rośliny C4. Fotosynteza C4 występuje także u roślin spotykanych w klimacie umiarkowanym.
- Rośliny CAM – przeprowadzają fotosyntezę CAM, która jest przejawem adaptacji do ograniczonej dostępności wody. CO2 przedostaje się do komórek poprzez otwarte aparaty szparkowe głównie w nocy. W komórkach służy do wytworzenia kwasu jabłkowego. Dopiero w dzień kwas jabłkowy jest rozkładany, a CO2 włączany w związki organiczne w cyklu Calvina. Rośliny CAM to głównie gruboszowate i kaktusowate rosnące na pustyniach i półpustyniach[1].

Oprócz cyklu Calvina, węgiel może być asymilowany w szlakach metabolicznych występujących u autotroficznych prokariotów:
- Odwrotny cykl Krebsa (nazywany także odwrotnym cyklem kwasów trójkarboksylowych, odwrotnym cyklem kwasu cytrynowego lub odwrotnym cyklem TCA) – reakcje zachodzące w tym szlaku metabolicznym są zasadniczo odwróceniem reakcji zachodzących w cyklu kwasu cytrynowego. Odwrotny cykl Krebsa jest drogą asymilacji węgla u fotolitotroficznych eubakterii Chlorobiales i niektórych chemolitotroficznych bakterii redukujących siarczany[2].
- Redukcyjny szlak acetylo-CoA – został wykryty u metanogennych archebakterii i u acetogennych i redukujących siarkę eubakterii. U tych organizmów jest sposobem asymilacji węgla i wytwarzania związków organicznych z CO2[3].
- Cykl hydroksypropionowy – został wykryty u fotolitotroficznych eubakterii z rodzaju Chloroflexus, a jego zmodyfikowana wersja u chemolitotroficznych archebakterii. Umożliwia wymienionym organizmom przeprowadzającym chemosyntezę wytwarzanie związków organicznych z CO2[4].